# Kakengwa Pikinini
Kakengwa Jane Pikinini (ur. 29 czerwca 1971 w Bukavu) – koszykarka z Demokratycznej Republiki Konga, olimpijka.
Wraz z reprezentacją narodową wystąpiła na Letnich Igrzyskach Olimpijskich 1996 w Atlancie. Wzięła udział we wszystkich siedmiu spotkaniach, które rozegrała jej drużyna na tych igrzyskach. Pikinini zdobyła w nich 6 punktów, dokonała także 12 zbiórek, 8 asyst, 13 fauli, 3 strat i 5 przechwytów. Jej drużyna uplasowała się na ostatnim 12. miejscu.
Była w składzie drużyny kongijskiej w turnieju kwalifikacyjnym do igrzysk olimpijskich w 1992 roku (37 punktów).
Uczestniczyła w mistrzostwach Afryki w 2005 roku, gdzie reprezentacja Demokratycznej Republiki Konga uplasowała się na czwartym miejscu (zdobyła 36 punktów w 4 meczach).